# 1000 Days of Syria
1000 Days of Syria es un videojuego de noticias interactivo centrado en los primeros 1000 días de la guerra civil siria. En el juego, el jugador elige el papel de uno de los tres personajes, cada uno de los cuales tiene tres finales diferentes dependiendo de las elecciones que haga el jugador a lo largo del juego. Fue creado en 2014 por Mitch Swenson a raíz de sus experiencias en el conflicto para informar a más gente del mismo.

## Jugabilidad y trama
1000 Days of Syria es un videojuego de noticias interactivo que permite al jugador elegir entre uno de tres personajes diferentes de la guerra civil siria. La trama se centra en los primeros 1000 días del conflicto. Estos personajes son una madre de dos hijos que vive en la ciudad de Daraa, un joven rebelde que vive en Alepo y un periodista estadounidense afincado en Beirut. La historia está determinada por las decisiones que toma el jugador, y el jugador tiene la opción de intentar salir de Siria o quedarse en el país. Cada personaje tiene tres finales diferentes dictados por las acciones de los jugadores, y las historias de los personajes pueden cruzarse.

## Desarrollo
En septiembre de 2013, el periodista Mitch Swenson y sus colegas viajaron desde Turquía al norte de Siria durante la guerra civil siria, donde viajó por todo el país con el grupo rebelde islamista sunita Brigadas Suqour al-Sham durante diez días junto a David Axe. El grupo de Swenson colaboró con los rebeldes, y los rebeldes proporcionaron transporte al grupo a cambio de alimentos y combustible. Swenson describió lo que experimentó como una «máquina de guerra que todo lo abastece, lo consume todo, despiadada y devoradora de corazones». Al salir del país en octubre y llegar a Nueva York, Swenson criticó la falta de atención pública a la guerra, creyendo que «nueve veces más personas hicieron clic en enlaces relacionados con Miley Cyrus que con la guerra». Después de escribir sobre sus experiencias él mismo, buscó nuevas formas de comunicar sus experiencias en Siria y atraerlas más a la atención pública, donde decidió crear un videojuego de navegador. Swenson creó el juego enteramente con texto y sin imágenes, creyendo la omisión de imágenes para «iluminar mejor la gravedad y la humanidad en Siria».